# Badia de Txaun
La badia de Txaun o badia Txàunskaia (en rus: Чаунская губа, Txaunskaia Guba) és una badia del districte de Txukotka, que pertany a la part oriental de la conca del mar de la Sibèria Oriental. Administrativament forma part del raion de Txaunski.
El port àrtic de Pevek, de gran rellevància, està ubicada a la badia. Durant el llarg hivern, una carretera de gel per a automòbils recorre la badia, connectant la ciutat de Pevek amb l'assentament de Barànikha.

## Informació històrica
Va ser descobert l'estiu de 1646 per una expedició russa d'industrials de Kolima dirigida per l'explorador Isai Ignatiev. El 1762, Nikita Xalaurov va visitar i mapejar la badia. La seva denominació prové del nom de la tribu iukagir Txovan. En iukagir el mot txaun significa "marí".

## Característiques geogràfiques
La badia es comunica amb el mar a través de tres estrets: l'estret de Mali Txaunski (a la part occidental de l'illa d'Aion), l'estret Sredni, que literalment significa l'estret del mig (entre les illes d'Aion i les illes Routan), i l'estret de Pevek (a la part est de l'illa gran de Routan). Des de l'est limita amb el cap Xelagski. La costa occidental és baixa, i l'oriental és més elevada. La longitud de la badia és de 150 km, l'amplada és de 100 km, la profunditat no supera els 20 m, excepte a l'estret de Pevek, on arriba als 31 m.
A l'estiu, els corrents marins produeixen gels plurianuals de les latituds nord, formant el massís de gel d'Aion a l'entrada de la badia.
A la conca de la badia hi desemboquen molts rius menors: Pootaipivaam, Mlelin, Teiukuul, Itxuveem, Paliavaam, Txaun, Putxeveiem, Leliuveem, Kremianka, Ittikkulveem, Iemikkivian, Rakvazan, Pilotkel, Utikuul, i demés rius encara més petits. El sistema fluvial del riu Itxuveem inclou els rius Srednii Ichuveem i Kaatir.

## Protecció de la natura
A les costes oriental i sud de la badia de Txaun hi ha llocs de nidificació, descans i muda per a les aus aquàtiques (la calàbria agulla, tres espècies de Gàvia, el cigne de la tundra, l'oca de les neus, l'oca riallera petita i la gavina rosada). Aquestes zones costaneres estan incloses a la reserva natural estatal "Badia de Txaun".

## Impacte antropogènic
A la part nord-est de la badia s'hi intensifiquen els indicis d'eutrofització antròpica, fet que indica possibles conseqüències catastròfiques per a l'ecosistema de la badia Txaunskaia, que pateix els efectes de les aigües residuals domèstiques no purificades.